# Mutazilism
Mu‘tazilismul (în arabă المعتزلة - al-Mu‘tazilat) este prima școală de teologie islamică („știința cuvântului” sau ‘ilm al-kalām) care s-a dezvoltat în timpul dinastiei omeyyade timp de aproximativ două secole (sec.VIII - IX), ajungând la apogeu sub domnia 
califului abbasid Al-Mamun. Acest curent a luat naștere în orașele Basra și Bagdad, din Irak, care reprezentau în acea perioadă leagănul culturii arabo-islamice. Cele două școli și-au acut proprii exponenți: școala de la Basra era reprezentată de Abū-l-Hudayl al-‘Allaf (752-840), An-Naẓẓam (m.836), Al-Jāḥiẓ (m.869), Abū ‘Ali al-Jubba′i (m.915) și fiul său Abū Hashim al-Jubba′i (m.933), iar cea de la Bagdad - de către Bishr ibn al-Mu′tamir (m.825), Abū Musa al-Mirdar (m.841), Ṯumama ibn-Ashras (m.828). Mu‘tazilismul a intrat, de multe ori, în conflict cu cei care susțineau linia tradițională a islamului, prin faptul că aborda dintr-o perspectivă raționalistă probleme precum caracterul creat sau necreat al Coranului, ideea predestinării în comparație cu liberul arbitru, modul în care ar trebui interpretate atributele umane ale divinității, originea răului.

## Etimologie și primele manifestări
Primii reprezentanți ai acestui curent teologic au fost Wāṣil ibn ‘Aṭā′ (m.131H, 748 d.Hr.) și ‘Amr ibn ‘Ubayd (m.144H, 761 d.Hr.) Tradiția spune că Wāṣil ibn ‘Aṭa′ s-a separat de maestrul său Ḥasan al-Baṣrῑ în ceea ce privește statutul juridic al omului păcătos, această separare redată în arabă prin verbul i‘tazala a ajuns mai târziu să dea numele școlii (mu‘tazilah) și a adepților acesteia (mu‘tazil, pl. –ūna). Sursele îl atestă pe Ḥasan al-Baṣrῑ ca fiind primul care a folosit termenul de i‘tazala în expresia „i‘tazala ‘annā” (s-a separat de noi), pentru a-i desemna pe Wāṣil și pe adepții săi.  Numele acestor adepți provine de la rădăcina triliterală ‘ z l care înseamnă, în limba arabă, a se retrage, a se izola. Denumirea curentului este formată pe schema de participiu activ de la forma derivată a 7-a, care desemnează persoana care trăiește în izolare, ascetul, sihastrul. Conform unei alte interpretări, această denumire reflectă modul de viață înclinat către ascetism și abstinență, pe care primii adepți l-au promovat. Cronicile istorice îi prezintă pe acești doi promotori ai mișcării ca pe niște persoane pioase, care duc o viață austeră, lipsită de orice plăcere, care, adesea, se consumă în meditație, rugăciune și o conduită morală ireproșabilă. 
Mu’tazilismul a apărut încă din timpul stăpânirii omeyyade, dar apogeul l-a atins în timpul dinastiei abbaside, când a fost sprijinit de califul Al-Ma′mūn. (813-833). Sub influența gânditorului mu’tazilit Ibn-Abi-Duwād, califul abbasid Al-Ma′mūn a oficializat, în anul 827, concepția privitoare la caracterul creat al Coranului ceea ce a făcut ca orice persoană care dorea să accedeze la funcția de judecător (qāḍin) trebuia să depună jurământul de aderare la această idee. S-a constituit, astfel, un tribunal inchizitorial numit miḥna care se ocupa de judecarea celor care respingeau acestă dogmă. Una dintre victimele acestui tribunal a fost teologul islamului ortodox și eponimul școlii sunnite Aḥmad ibn Ḥanbal. Această practică a fost continuată în timpul celor doi succesori ai lui Al-Ma′mūn: Al-Mu‘taṣim și Al-Wāṯiq, dar începând cu domnia califului Al-Mutawakkil această dogmă islamică începe să intre în declin, odată cu apariția unui teolog musulman tradiționalist Abū-l-Ḥasan ‘Ali al-Ashari din Bagdad (m.935 sau 936) care revine la principiile islamului ortodox sunnit. 

## Particularitățile dogmei mu‘tazilismului
Principalele doctrine emise de gânditorii mu‘taziliți se pot reduce la cinci teze majore: unitatea și unicitatea lui Dumnezeu (tawḥῑd), dreptatea divină (‘adl), făgăduința și amenințarea (al-wa‘d wa-l-wa‘ῑd), starea intermediară (al-mazilah bayna manzilatayn), porunca divină și interzicerea răului sau imperativul moral. (al-′amr bi-l-ma‘rūf wa-n-nahy ‘ani-l-munkar).  Fără să adere la aceste teze și să le accepte, nimeni nu ar fi putut deveni membru al acestei școli. 
Unitatea divină (tawḥῑd - التوحيد) reprezintă principiul de bază a credinței musulmane. În privința acestei teze, școala mu‘tazilită se distinge prin modalitatea în care explică natura transcendenței divine în legătură cu atributele lui Dumnezeu. Atributele lui Dumnezeu sunt una cu esența Lui, iar aceste atribute sunt redate în termeni metaforici. 
Dreptatea divină (‘adl – العدل) Dumnezeu este drept. Pentru ca pedeapsa instituită de Dumnezeu să fie corectă, dreaptă, omul trebuie să fie înzestrat cu capacitatea de a alege între bine și rău, deoarece ar fi nedrept ca el să fie pedepsit pentru un păcat pe care nu l-a comis din propie inițiativă. Principiul dreptății divine implică libertatea și responsabilitatea omului, iar acestea două decurg chiar din principiul dreptății divine. Pentru mu‘taziliți există reguli de conduită raționale, de bază și generale, în afară de călăuzirea divină, însă există și obligații care sunt motivate exclusiv de revelație. 
Dumnezeu este prin definiție drept, prin urmare este constrâns de justiție. Astfel, omul face ceea ce este bine pentru că așa este bine, nu pentru că sau doar pentru că Dumnezeu a poruncit asta. 
Afirmând ideea liberului arbitru, mu‘taziliții susțin că acest principiu este în acord cu Coranul, nu decurge doar din ideea formată de om despre dreptatea divină.
Făgăduința și amenințarea (al-wa‘d wa-l-wa‘ῑd - الوعد و الوعيد) Acest principiu face referință la  referință la ziua Judecății de Apoi. Dumnezeu promite o recompensă celor care l-au ascultat, iar pe cei necredincioși îi amenință cu pedeapsa. Această teză este admisă de toate școlile islamice; dar cei din școala mu‘tazilită leagă acest articol de concepția lor despre dreptatea divină și de principiul de liber arbitru.
Ideea de dreptate ocupă un loc important în învățătura mu‘tazilită, pe când ideea de grațiere divină nu pătrunde decât foarte discret în învățătura acestei școli.
Starea intermediară (al-mazilah bayna manzilatayn - المنزلة بين المنزلتين) Un musulman care a comis greșeli grave nu poate fi numit nici necredincios, dar nici credincios, drept pentru care acesta este într-o situație intermediară. Școala mu‘tazilită stabilește poziția păcatului în funcție de credință și necredință; atât din punct de vedere teologic, cât și juridic, situația păcătosului  este considerată a fi distinctă atât de cea a musulmanului cât și de cea a ne-musulmanului. Mu‘taziliții disting două tipuri de păcate: saḡā′ir (păcate ușoare) și kabā′ir (păcate grave).
Porunca divină și interzicerea răului sau imperativul moral (al-′amr bi-l-ma‘rūf wa-n-nahy ‘ani-l-munkar - الأمر بالمعروف و النهي عن المنكر). Musulmanilor li se cere să pună în practică acest principiu, să impună și să-și impună binele și să interzică răul. Această obligație este atât publică cât și personală. Pentru mu‘taziliți, dreptatea nu înseamnă doar ca o persoană să evite răul și să încerce din răsputeri să facă doar bine. Această particularilate a dogmei constituie o „acțiune de ansamblu a comunității”, pentru a menține egalitatea între membrii comunității și pentru o „armonie socială”. . Un om trebuie să acționeze atât pentru sine, cât și pentru comunitate, în scopul de a alege binele, în detrimentul răului. Acest principiu este adesea formulat în Coran. Școala  mu‘tazilită a fondat acest principiu de acțiune atât morală, cât și socială pe principiul teologic al dreptății și a libertății omului de a alege între bine și rău.

## Vezi și
- Islam
- Abbasizi
- Califatul de la Damasc
- Qadari

## Legături externe
- en  http://archive.is/20130626185948/suzyashraf.tripod.com/htm/tazilites.htm
- en  http://pluto.huji.ac.il/~stroums/files/MuTazila_Reconsidered.pdf